# منطقه‌های مراکش
کشور مراکش از سال ۲۰۱۵ میلادی به ۱۲ منطقه (جهة) تقسیم شده است:
هر یک از استان‌های این کشور به چندین شهرستان (عمالة) و بخش‌های (إقلیم) گوناگون تقسیم شده‌اند.